# Hilarographa khaoyai
Hilarographa khaoyai is een vlinder uit de familie bladrollers (Tortricidae). De wetenschappelijke naam van de soort is voor het eerst geldig gepubliceerd in 2009 door Józef Razowski.

## Type
- holotype: "male. 7.II.1986. leg. M.G. Allen. genitalia slide no. 31848"
- instituut: BMNH. Londen, Engeland
- typelocatie: "C. Thailand, 1200 m, Khao Yai Nat. Park"